# Aleksandr Krotov (cầu thủ bóng đá, sinh 1997)
Aleksandr Andreyevich Krotov (tiếng Nga: Александр Андреевич Кротов; sinh ngày 17 tháng 3 năm 1997) là một cầu thủ bóng đá người Nga thi đấu cho F.K. Dynamo-2 Sankt Peterburg.

## Sự nghiệp câu lạc bộ
Anh có màn ra mắt tại Giải bóng đá chuyên nghiệp quốc gia Nga cho F.K. Dynamo-2 Sankt Peterburg vào ngày 3 tháng 8 năm 2017 trong trận đấu với FC Chertanovo Moskva.